# John Gatenby Bolton
John Gatenby Bolton  (5 de junio de 1922-6 de julio de 1993) fue un astrónomo británico-australiano.
El equipo de Bolton en la División de Radiofísica de CSIRO en 1949 fue el primero en identificar las fuentes de radio como extragalácticas, marcando el comienzo de la radioastronomía extragaláctica.

## Biografía
Nacido en Sheffield, Inglaterra, asistió a la escuela King Edward VII School (Sheffield), seguida del Trinity College, Cambridge de 1940 a 1942, tiempo durante el cual conoció a Charles Percy Snow. Después de graduarse se unió a la marina, sirviendo en el HMS Unicorn durante la Segunda Guerra Mundial. Su barco fue a Australia; permaneció allí después de la guerra.

## Radioastronomía
En septiembre de 1946 comenzó a trabajar en la División de Radiofísica de CSIRO. En ese momento, el campo de la radioastronomía era bastante nuevo y Bolton aprovechó la oportunidad para convertirse en un pionero en el campo con la experimentación en Dover Heights. Su grupo encontró varias fuentes de radio en el cielo y se dio cuenta de que ciertas «estrellas de radio» en realidad estaban ubicadas fuera de nuestra galaxia y trabajaron en el mapeo de la estructura de nuestra galaxia.
En 1948, el equipo de Bolton identificó las primeras radiogalaxias conocidas, o «radio estrellas», galaxias externas que se pueden rastrear por las fuertes señales que emiten en longitudes de onda de radio. Estableció el Radio Observatorio de Owens Valley durante un período de seis años enseñando física y astronomía en el Instituto de Tecnología de California (1955–61), pero en 1961 regresó a Australia para supervisar la construcción del plato Parkes.
Obtuvo una beca en Caltech a partir de 1955. En 1956, renunció a su puesto en CSIRO para convertirse en profesor de radioastronomía en Caltech, pero regresó a Australia pocos años después para ayudar a construir el radiotelescopio Parkes. Este telescopio encontró algunas fuentes de radio distantes que ahora se sabe que son cuásares. También ayudó a transmitir el video del primer aterrizaje en la Luna de Neil Armstrong.
En 1962-63, bajo la dirección de Bolton, este radiotelescopio jugó un papel clave en el descubrimiento del prototipo de una familia de objetos muy distantes y luminosos llamados cuásares. Posteriormente, Bolton lo utilizó para localizar más de 8.000 fuentes de radio extragalácticas, incluidos cientos de cuásares. En 1969, el instrumento se convirtió en el ojo y el oído del mundo cuando recibió las señales de radio y televisión transmitidas por el Apolo 11 de los primeros pasos del hombre en la Luna. Bolton fue nombrado Comandante de la Orden del Imperio Británico en 1981.
Ganó el Premio Jansky inaugural en 1966, la Conferencia Henry Norris Russell en 1968, la Medalla de Oro de la Royal Astronomical Society en 1977 y la Medalla Bruce en 1988. Fue elegido miembro de la Royal Society of London en marzo de 1973. Bolton es recordado por la Beca Bolton en radioastronomía en el CSIRO. Bolton fue elegido miembro de la Academia Australiana de Ciencias en 1969, pero renunció a su cargo en 1980, aparentemente en desacuerdo con el apoyo público de la Academia al físico nuclear soviético disidente Andrei Sakharov.

### Honores y premios
Bolton recibió los siguientes premios:
- 1951 Medalla Edgeworth David (Australia)
- 1967 Primer profesor de Karl Jansky (Estados Unidos)
- 1968 Henry Norris Lecturer (Estados Unidos)
- 1969 Miembro elegido de la Academia Australiana de Ciencias
- 1972 Miembro honorario extranjero elegido de la Academia Estadounidense de Arte y Ciencias
- 1973 Vicepresidente de la Unión Astronómica Internacional (1973-1979)
- Miembro electo de la Royal Society of London
- Miembro honorario electo de la Academia de Ciencias de la India[8]
- 1977 Medalla de oro de la Royal Astronomical Society
- 1980 Asociado extranjero electo de la Academia Nacional de Ciencias de EE. UU.
- 1982 Comandante de la Orden del Imperio Británico
- 1988 Medalla Bruce de la Sociedad Astronómica del Pacífico (EE.UU)

## En la cultura popular
- La película australiana The Dish trata sobre el papel del radiotelescopio Parkes en el alunizaje en 1969. El papel del director del observatorio (Cliff Buxton, interpretado por Sam Neill) se basa en John Bolton.
- Bolton tenía el asteroide 12140 Johnbolton nombrado en su honor.

### Obituarios
- JapA 14 (1993) 115
- PASAu 11 (1994) 86
- PASP 108 (1996) 729
- QJRAS 35 (1994) 225

- Datos: Q428216
- Multimedia: John Gatenby Bolton / Q428216